# 1772 Gagarin
För andra betydelser, se Gagarin (olika betydelser).
1772 Gagarin eller 1968 CB är en asteroid i huvudbältet, som upptäcktes 6 februari 1968 av den ryska astronomen Ljudmjla Tjernych vid Krims astrofysiska observatorium på Krim. Den har fått sitt namn efter Jurij Gagarin, världens första människa i rymden, han omkom i en flygolycka 1968.
Asteroiden har en diameter på ungefär 8 kilometer.